# Гірські ліси Таламанки
Гірські ліси Таламанки (ідентифікатор WWF: NT0167) — неотропічний екорегіон тропічних та субтропічних вологих широколистяних лісів, розташований в горах Коста-Рики та Панами.

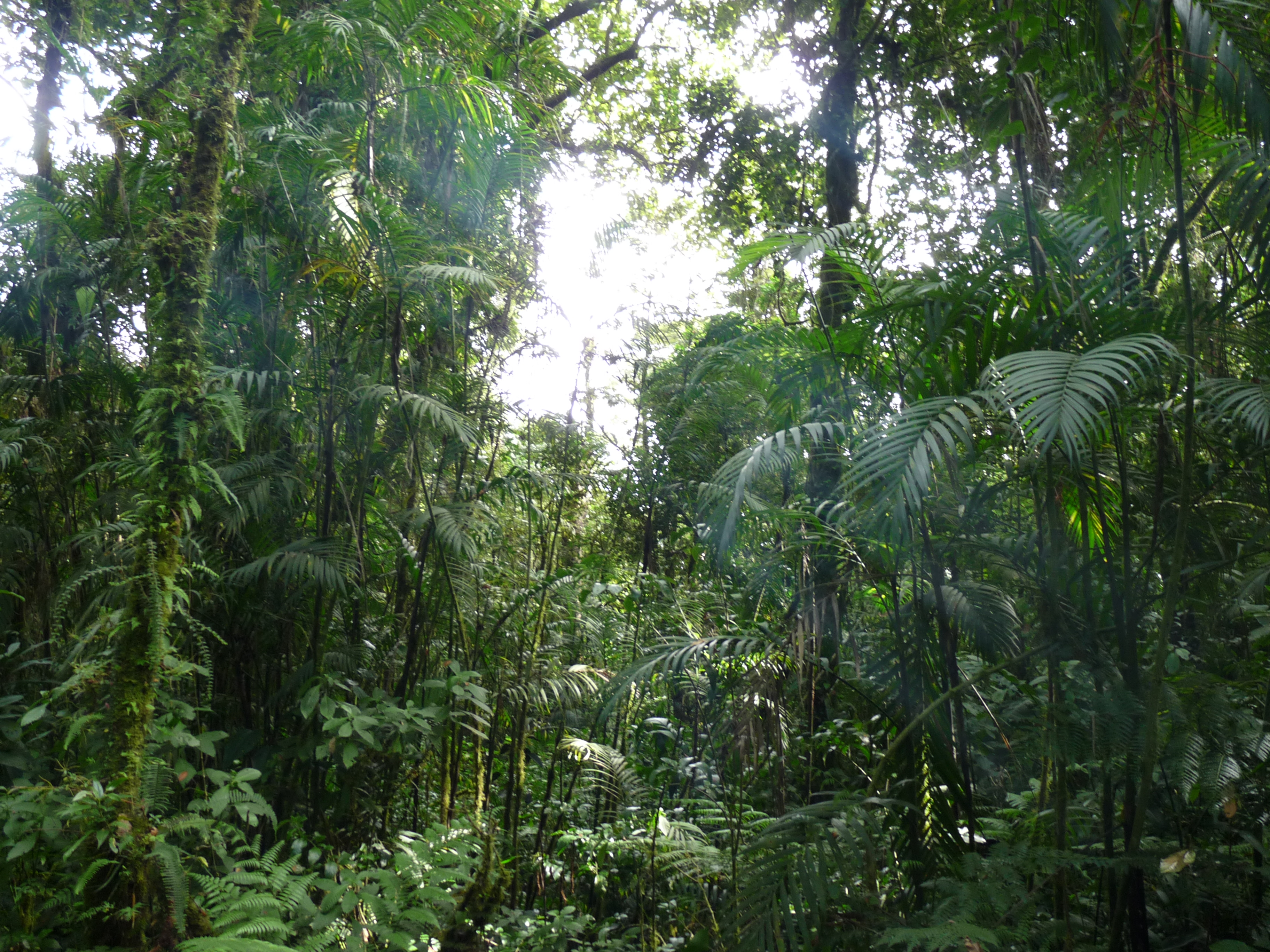
Ландшафт Біосферного заповідника Ла-Амістад (Панама)

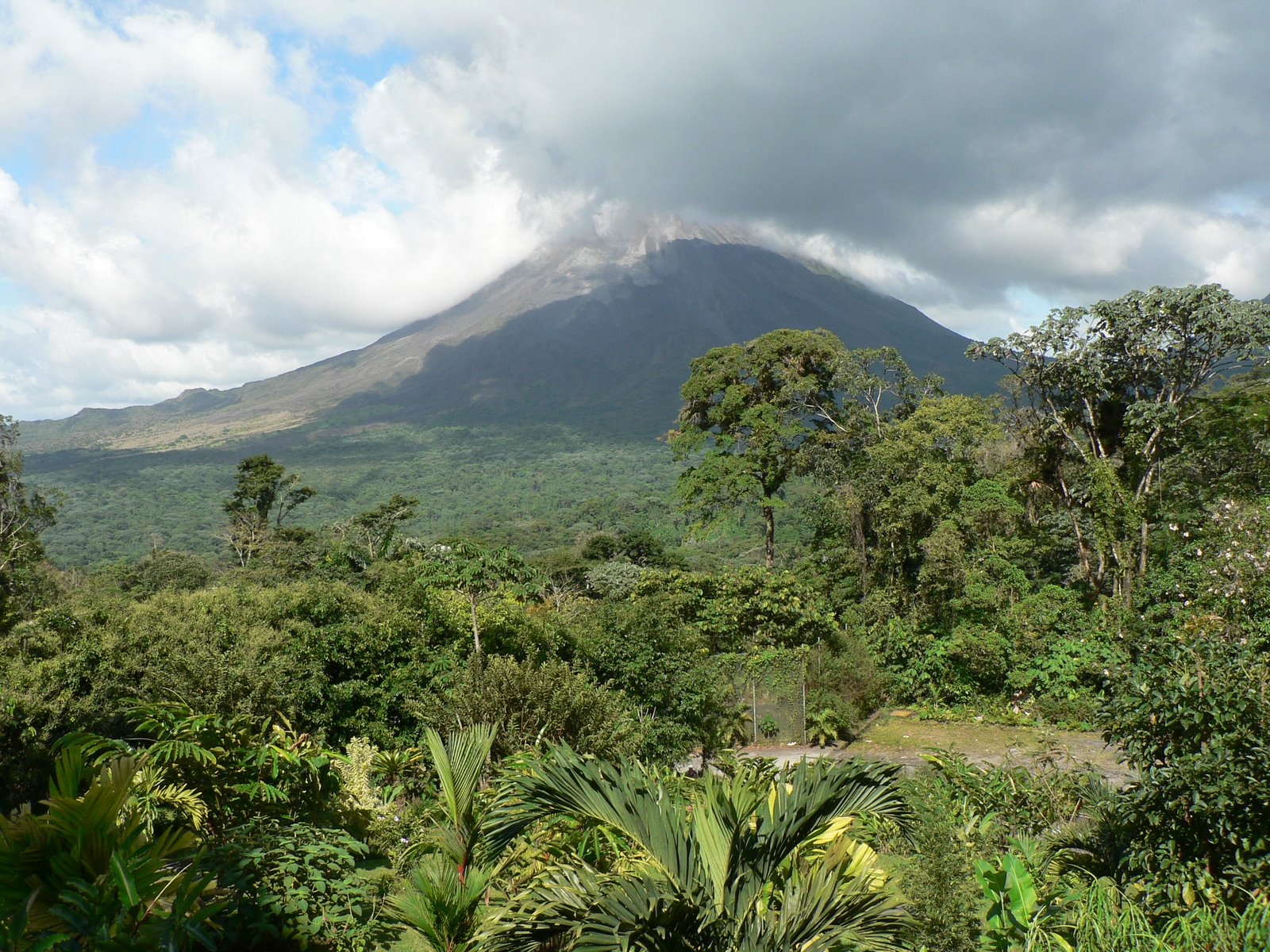
Вулкан Ареналь (вулкан) (Коста-Рика)

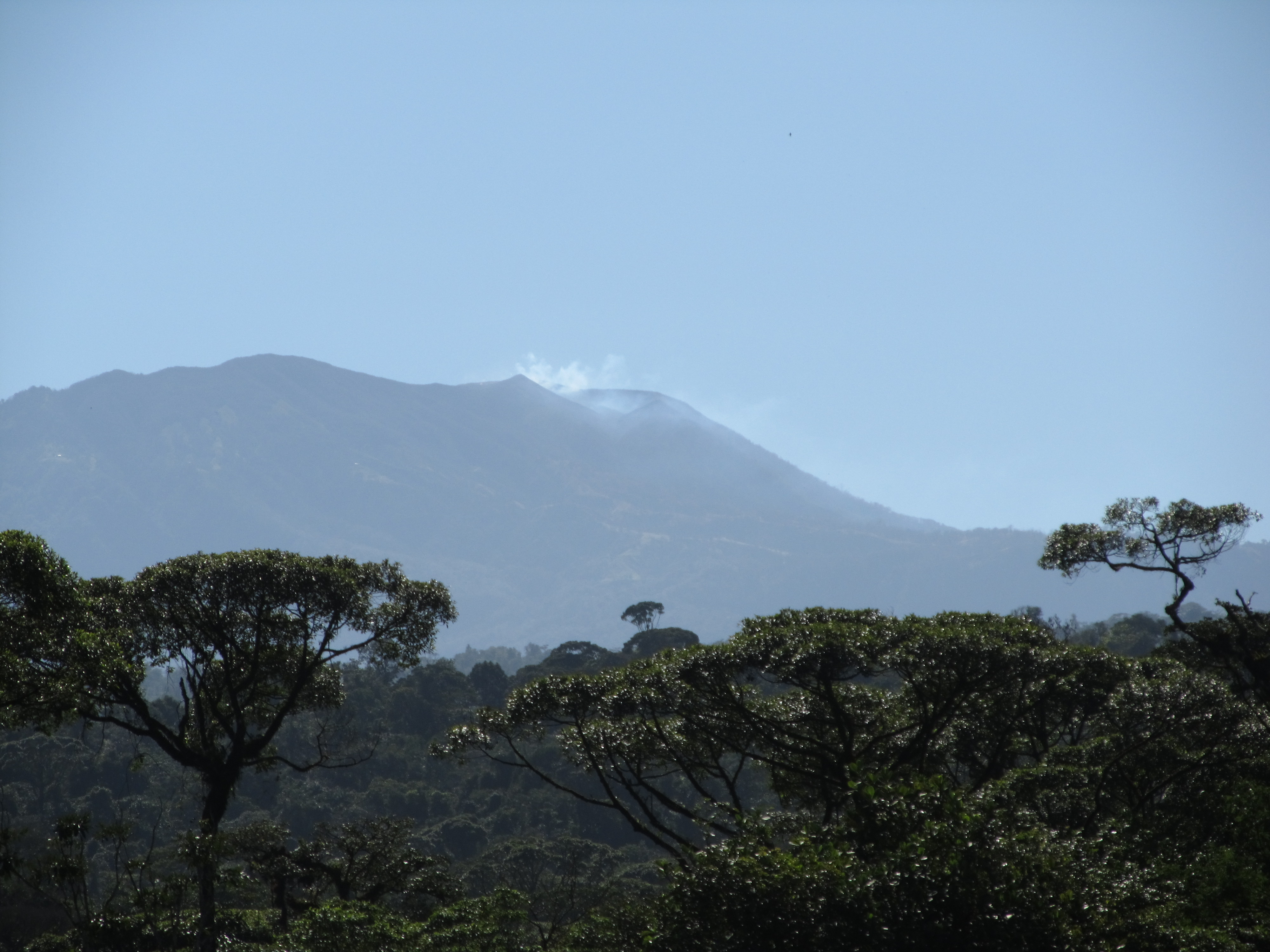
Вулкан Турріальба (Коста-Рика)

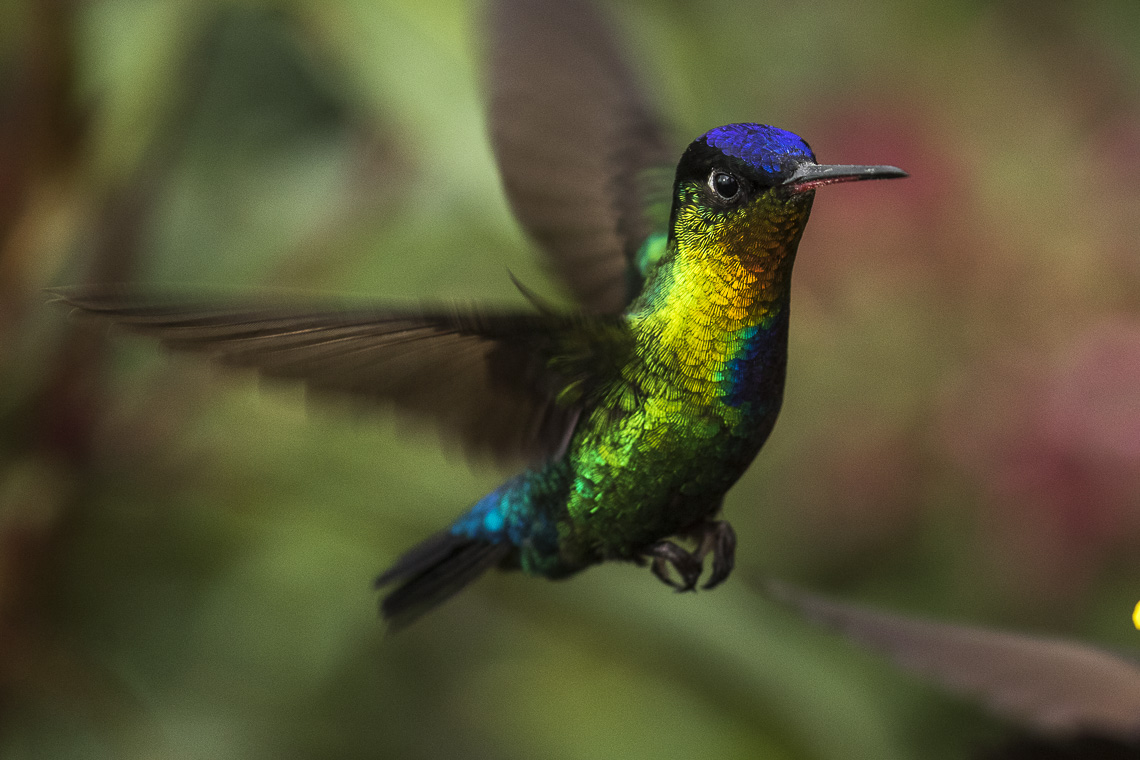
Кордильєрський колібрі (Panterpe insignis)

## Географія
Екорегіон гірських лісів Таламанки охоплює гори Центральноамериканських Кордильєр, що простягаються через південну частину Центральної Америки. Він включає гори Кордильєра-де-Гуанакасте, Кордильєра-де-Тіларан та Кордильєра-Сентраль, розташовані в центральних районах Коста-Рики, гори Кордильєра-де-Таламанка, розташовані на південному сході Коста-Рики і заході Панами, а також ізольовані гори Сьєрра-де-Асуеро, розташовані на півострові Асуеро на півдні Панами.
Гори Коста-Рики та Західної Панами утворилися в результаті субдукції літосферних плит. Ці геологічні рухи призвели до тектонічної нестабільності, підняття гір Кордильєра-де-Таламанка понад 15 мільйонів років тому та утворення Панамського перешийка 3,5 млн років тому. Сейсмічна та вулканічна активність в регіоні тривають: гора Бару, найвища вершина Панами заввишки 3474 м, є активним стратовулканом, який востаннє вивергався приблизно у 1550 році. Більшість діючих вулканів в екорегіоні розташовані на північному заході Коста-Рики і є частиною Центральноамериканської вулканічної дуги.
Водночас складчасто-брилові гори Кордильєра-де-Таламанка не є результатом вулканічної діяльності, внаслідок чого ці гори є найвищими та найширшими невулканічними горами Центральної Америки. Їх найвищою вершиною є гора Серро-Чирріпо заввишки 3820 м, розташована на південному сході Коста-Рики. В часи останнього льодовикового періоду високогір'я Кордильєри-де-Таламанки були вкриті гірськими льодовиками, єдиними в Центральній Америці. Льодовики залишили по собі карові озера, цирки та стрімкі долини, нахил в яких місцями становить понад 60°. Основним типом ґрунтів в регіоні є слаборозвинені інцептісолі, які утворюються внаслідок постійного вимивання мінералів із ґрунту через надмірну зволоженість.
Гірські ліси екорегіону переважно поширені на висоті від 750 до 3000 м над рівнем моря. Найвищі гірські вершини Коста-Рики та Західної Панами є частиною окремого екорегіону коста-риканського парамо. На низьких висотах на південних (тихоокеанських) схилах гірські ліси Таламанки переходять у панамські тихоокеанські вологі ліси, а на північних (карибських) — у панамські атлантичні вологі ліси.

## Клімат
В горах екорегіону переважає високогірний субтропічний клімат (Cfb або Cwb за класифікацією кліматів Кеппена). Середньорічна кількість опадів у коста-риканській частині екорегіону коливається від 2000 мм на найнижчих висотах до понад 6000 мм на найвищих вершинах.

## Флора
В межах екорегіону зустрічаються різні лісові угруповання: постійно вологі гірські дощові ліси, поширені на атлантичних схилах, сезонно сухі, однак переважно вічнозелені гірські тропічні ліси, поширені на тихоокеанських схилах, та постійно вологі хмарні ліси, поширені у високогір'ях, на висоті понад 1500 м над рівнем моря. Велика середньорічна кількість опадів, сильні тумани та висока хмарність є найважливішими характеристиками гір регіону, які створюють пишні, густі ліси з нерівним наметом та високим видовим різноманіттям. 
В гірських лісах екорегіону домінують представники родини Лаврові (Lauraceae), зокрема різноманітні окотеї (Ocotea spp.), персеї (Persea spp.) та нектандри (Nectandra spp.), особливо на півночі, та ендемічні дуби (Quercus spp.), особливо на півдні. Унікальні дубові ліси екорегіону характеризуються величними деревами, які виростають до 50 м заввишки. У них переважають два види дубів — коста-риканські дуби (Quercus costaricensis) та панамські дуби (Quercus copeyensis), а також деякі види магнолій (Magnolia spp.), дрімісів (Drimys spp.) та  вейнманній (Weinmannia spp.). Гілки дерев вкривають рясні епіфіти, а в підліску поширені деревоподібні папороті та чускеї (Chusquea spp.) — карликові гірські бамбуки. На найвищих гірських вершинах екорегіону, які постійно піддаються впливу вологих пасатів, ростуть карликові ліси, які характеризуються товстим шаром мохів, що вкриває гілки та стовбури низьких, кремезних, вузлуватих дерев, зокрема коста-риканських мучниць (Comarostaphylis arbutoides). Ці субальпійські карликові ліси утворюють перехідну зону між гірськими лісами та високогірними альпійськими луками, відомими як парамо.
Низькогірські ліси поширені на висоті понад 750 м над рівнем моря на атлантичних схилах та на висоті понад 1500 м над рівнем моря на тихоокеанських схилах і простягаються на висоту до 2300 м над рівнем моря. У цих лісах переважають панамські дуби (Quercus copeyensis), які виростають до 40 м заввишки. Серед інших дерев, поширених у низькогірських лісах, слід відзначити гватемальську моллінедію (Mollinedia viridiflora), гаванську тріхілію (Trichilia havanensis), залозисту ардізію (Ardisia glandulosomarginata), золотопокривник Аллена (Chrysochlamys allenii), каштанову біллію (Billia hippocastanum), верболисту дамбурнею (Damburneya salicina), гуарею Тондуза (Guarea tonduzii), західну кетцалію (Quetzalia occidentalis), широколисте агуакатільйо (Alchornea latifolia), голу меліосму (Meliosma glabrata), широколисту міконію (Miconia platyphylla), лозанію Мутіса (Lozania mutisiana), окотею Остіна (Ocotea austinii) та окотею Хольдріджа (Ocotea holdridgeana). В чагарниковому ярусі цих лісів зустрічаються карликові пальми, зокрема геономи Гоффманна (Geonoma orbignyana subsp. hoffmanniana), хамедореї Варшкевича (Chamaedorea warscewiczii) та гостролисті гірські пальми (Prestoea acuminata var. acuminata) , а також липкі нитчасті бамбуки (Aulonemia viscosa) та пальмоподібні ірасуйські сфераденії (Sphaeradenia irazuensis).
Високогірні ліси поширені на висоті від 2300 до 3300 м над рівнем моря. У цих лісах домінують вічнозелені дуби, передусім коста-риканські дуби (Quercus costaricensis), крони яких складають 80 % лісового намету в горах Кордильєра-де-Таламанка на висоті 2650 м над рівнем моря. У середньому ярусі цих лісів поширені оливкові ногоплідники (Podocarpus oleifolius), тіньолистники Піттієра (Sciodaphyllum pittieri) та різноманітні магнолії (Magnolia spp.). В підліску поширені невисокі дерева та чагарники, зокрема гірські жостери (Rhamnus oreodendron), гранадські дрімуси (Drimys granadensis), міконії Шнелля (Miconia schnellii), чорноплямисті зантоксилуми (Zanthoxylum melanostictum) та піщані падуби (Ilex pallida), різні види вейнманній (Weinmannia spp.), калин (Viburnum spp.), чорниць (Vaccinium spp.), стираксів (Styrax spp.), симплокосів (Symplocos spp.) та клузій (Clusia spp.), а також різноманітні представники родин Аралієві (Araliaceae), Лаврові (Lauraceae), Меластомові (Melastomataceae) та мірсинові (Myrsinoideae). У чагарниковому ярусі переважають густі зарості таламанкійського бамбука (Chusquea talamancensis), які виростають до 6 м заввишки. Також в чагарниковому ярусі високогірних лісів регіону зустрічаються кущі неочорниці Гумбольдта (Disterigma humboldtii), приквіткової кавендішії (Cavendishia bracteata), скельної маклінії (Macleania rupestris) та серцелистого твердонасінника (Sphyrospermum cordifolium) з родини вересових (Ericaceae), наземні вераухії Вільямса (Werauhia williamsii) з родини бромелієвих (Bromeliaceae), деревоподібні папороті ціатеї (Cyathea spp.), а також чагарники з родин Акантові (Acanthaceae), Маренові (Rubiaceae) та Пасльонові (Solanaceae).
Ізоляція гір регіону та їхнє розташування на Панамському перешийку, на межі між Північною та Південною Америками, сприяє високому флористичному різноманіттю екорегіону та високому рівню ендемізму. Лише у горах Кордильєра-де-Таламанка зустрічається 90 % видів рослин, поширених в Коста-Риці. У Міжнародному парку Ла-Амістад зустрічається близько 10 000 видів судинних і 4000 видів несудинних рослин, зокрема кілька сотень ендеміків. У лісах, поширених у заповіднику Монтеверде на північному заході Коста-Рики, на висоті понад 1200 м над рівнем моря, росте понад 1700 видів рослин, зокрема понад 440 видів дерев. Багатство флори значною мірою пояснюється дуже високим різноманіттям орхідей (291 вид), папоротей (175 видів) та інших епіфітів. Загалом понад 30 % видів рослин, поширених в екорегіоні, та понад 50 % високогірної флори Коста-Рики та Західної Панами є ендеміками.

## Фауна
Фауна екорегіону також вирізняється високим різноманіттям. Серед великих ссавців, поширених в регіоні, слід відзначити білохвостого оленя (Odocoileus virginianus), центральноамериканську мазаму (Mazama temama), ошийникового пекарі (Dicotyles tajacu), центральноамериканського тапіра (Tapirus bairdii), центральноамериканську коату (Ateles geoffroyi), колумбійського ревуна (Alouatta palliata), бурогорлого лінивця (Bradypus variegatus) та північного двопалого лінивця (Choloepus hoffmanni), а також найбільших хижаків Центральної Америки — ягуарів (Panthera onca) та пум (Puma concolor). 
Також в екорегіоні поширені центральноамериканські онцили (Leopardus tigrinus), оцелоти (Leopardus pardalis), маргаї (Leopardus wiedii), ягуарунді (Herpailurus yagouaroundi), кінкажу (Potos flavus), пухнастохвості олінго (Bassaricyon gabbii), білоносі носухи (Nasua narica), звичайні ракуни (Procyon lotor), неотропічні видри (Lontra longicaudis), панамські капуцини (Cebus imitator), центральноамериканські агуті (Dasyprocta punctata), пістряві вивірки (Sciurus variegatoides), рудохвості вивірки (Sciurus granatensis), центральноамериканські карликові вивірки (Microsciurus alfari), мексиканські оленячі миші (Peromyscus mexicanus), мексиканські врожайниці (Reithrodontomys mexicanus), врожайниці Суміхраста (Reithrodontomys sumichrasti), південні опосуми (Didelphis marsupialis), дев'ятипоясні броненосці (Dasypus novemcinctus), північні тамандуа (Tamandua mexicana) та різноманітні рукокрилі, зокрема гірські нічниці (Myotis oxyotus), великі мішкокрили (Saccopteryx bilineata) та великі плодоїди (Artibeus lituratus). 
Ендеміками екорегіону є гірські вивірки Бенгса (Syntheosciurus brochus), гірські колючі торбомиші (Heteromys oresterus), водяні миші Голдмана (Rheomys raptor), водяні миші Андервуда (Rheomys underwoodi), малі врожайниці (Reithrodontomys musseri), врожайниці Родрігеса (Reithrodontomys rodriguezi), чирикійські врожайниці (Reithrodontomys creper), чирикійські гоферики (Heterogeomys cavator), таламанкійські підхмарники (Nephelomys devius), таламанкійські дрібновухі мідиці (Cryptotis gracilis) та дрібновухі мідиці Ендерса (Cryptotis endersi), а майже ендемічними його представниками — лазаючі миші Вотсона (Tylomys watsoni), короткохвості співочі миші (Scotinomys teguina), жовті панамомиші (Isthmomys flavidus), мінливі гоферики (Heterogeomys heterodus), жваві карликові рисові хом'яки (Oligoryzomys vegetus), панамські стрункі опосуми (Marmosops invictus), мишачі опосуми Олстона (Marmosa alstoni), чорнуваті дрібновухі мідиці (Cryptotis nigrescens) та таламанкійські жовтоплечі кажани (Sturnira mordax). Майже ендемічні коста-риканські кролики (Sylvilagus dicei) та чирикійські бурі миші (Scotinomys xerampelinus) переважно живуть на високогірних луках парамо, однак також зустрічаються в гірських лісах на нижчих висотах.
Серед птахів, поширених в горах екорегіону, слід відзначити бурого тинаму (Nothocercus bonapartei), чубатого токро (Odontophorus guttatus), коста-риканського голуба (Patagioenas subvinacea), гуахаро (Steatornis caripensis), плямистолобого свіфта (Cypseloides cherriei), королівського кондора (Sarcoramphus papa), смугастогрудого канюка (Morphnarchus princeps), чорного орла-самітника (Buteogallus solitarius), темноволого трогона (Trogon collaris), чорноволу гілу (Melanerpes formicivorus), оливкокрилого дятла-смуганя (Colaptes rubiginosus), бурого дзьогана (Leuconotopicus fumigatus), малу лінивку (Micromonacha lanceolata), андійського евбуко (Eubucco bourcierii), панамського катіту (Bolborhynchus lineola), темноволого кадука (Myrmotherula schisticolor), лісового батарито (Dysithamnus mentalis), гватемальську мурашницю (Grallaria guatimalensis), плямистолобого дереволаза (Lepidocolaptes affinis), рудогорлого гострохвоста (Premnoplex brunnescens), рудогорлого листовика (Sclerurus mexicanus), білоголового салтарина (Pseudopipra pipra), смугастого бекарда (Pachyramphus versicolor), маскового тирана (Myiodynastes hemichrysus), гірську еленію (Elaenia frantzii), рудого монудо (Mitrephanes phaeocercus), золотистого піві-малюка (Empidonax flavescens), андійського віреона (Vireo leucophrys), чорнощокого гагера (Cyanolyca cucullata), сіроволого тріщука (Henicorhina leucophrys), сірого пронурка (Cinclus mexicanus), гірського дрозда-короткодзьоба (Catharus frantzii), панамського дрозда (Turdus plebejus), гондураську гутураму (Euphonia elegantissima), жовточеревого чижа (Carduelis xanthogastra), великого заросляка (Atlapetes albinucha), мінливобарвного зеленника (Chlorospingus flavopectus), жовтодзьобого касика (Amblycercus holosericeus), чорногорлу чернітку (Myioborus miniatus), білокрилу пірангу (Piranga leucoptera) та андійську шиферку (Haplospiza rustica).
Дуже високе різноманіття в екорегіоні спостерігається серед колібрі. В лісах екорегіону поширені темнохвості ерміти-серподзьоби (Eutoxeres aquila), зелені ерміти (Phaethornis guy), зелені колібрі (Colibri thalassinus), бурі колібрі (Colibri delphinae), колумбійські колібрі-діаманти (Heliodoxa jacula), мексиканські колібрі-жарокрили (Eupherusa eximia), фіолетові колібрі-шаблекрили (Campylopterus hemileucurus) та зеленолобі колібрі-довгодзьоби (Doryfera ludovicae). Ендеміками екорегіону є кордильєрські колібрі (Panterpe insignis), вогнистогорлі колібрі-крихітки (Selasphorus ardens), пурпуровогорлі колібрі-крихітки (Selasphorus flammula), іскристі колібрі-крихітки (Selasphorus scintilla), білогорлі колібрі-самоцвіти (Lampornis castaneoventris), сірохвості колібрі-самоцвіти (Lampornis cinereicauda), чорночереві колібрі-жарокрили (Eupherusa nigriventris), зелені колібрі-ельвіри (Microchera chionura), золотистолобі колібрі-ельвіри (Microchera cupreiceps) та південні колібрі-герцоги (Eugenes spectabilis), а майже ендемічними його представниками — гірські колібрі-аметисти (Philodice bryantae), білогруді амазилії-берили (Saucerottia edward), білогруді колібрі-самоцвіти (Lampornis hemileucus) та пурпуровогорлі колібрі-самоцвіти (Lampornis calolaemus).
Загалом орнітофауна екорегіону характеризується найвищим рівнем ендемізму серед усіх екорегіонів Центральної Америки. Серед ендемічних птахів, поширених в горах Коста-Рики та Західної Панами, слід відзначити чорну пенелопу (Chamaepetes unicolor), білогорлого токро (Odontophorus leucolaemus), рудоволого голубка (Zentrygon chiriquensis), коста-риканського голубка (Zentrygon costaricensis), коста-риканського дрімлюгу (Antrostomus saturatus), коста-риканського сичика-горобця (Glaucidium costaricanum), оливкового кабезона (Semnornis frantzii), коста-риканського котору (Pyrrhura hoffmanni), темноголового птаха-гончара (Thripadectes rufobrunneus), панамського ковальчика (Pseudocolaptes lawrencii), гірського щетинкохвоста (Margarornis rubiginosus), вохристого піві (Contopus ochraceus), коста-риканського піві (Contopus lugubris), чорноголового піві-малюка (Empidonax atriceps), коста-риканського віреона (Vireo carmioli), діадемового гагера (Cyanolyca argentigula), бамбукового волоочка (Thryorchilus browni), коста-риканського дрозда (Turdus nigrescens), сіроголового дрозда-короткодзьоба (Catharus gracilirostris), жовтобокого чубака (Phainoptila melanoxantha), довгохвостого чубака (Ptiliogonys caudatus), коста-риканського органіста (Chlorophonia callophrys), коста-риканського тихоголоса (Arremon costaricensis), біловусого рудоголова (Arremon crassirostris), вулканійського юнко (Junco vulcani), білобрового зеленника (Chlorospingus pileatus), великоногу вівсянку (Pezopetes capitalis), коста-риканського волоханя (Atlapetes tibialis), панамського волоханя (Pselliophorus luteoviridis), вогнистоволого пісняра (Oreothlypis gutturalis), коста-риканського коронника (Basileuterus melanotis), коста-риканську чернітку (Myioborus torquatus), чорнощокого коронника (Basileuterus melanogenys), коронника-куцохвоста (Zeledonia coronata), коста-риканського кардинала-довбоноса (Pheucticus tibialis), гостродзьобу вівсянку (Acanthidops bairdi), попелястого квіткокола (Diglossa plumbea) та плямисту танагру (Tangara dowii), а серед майже ендемічних його представників — пурпурового голубка (Zentrygon lawrencii), білобрового сича (Aegolius ridgwayi), коста-риканську сплюшку (Megascops clarkii), довгохвостого квезала (Pharomachrus mocinno), коста-риканського трогона (Trogon clathratus), синьогорлого тукана (Aulacorhynchus caeruleogularis), червонодзьобого аракарі (Pteroglossus frantzii), червонолобого папугу (Touit costaricensis), червонолобого аратингу (Psittacara finschi), брунатного покривника (Percnostola zeledoni), рудоволого мурахолова (Formicarius rufipectus), рудощоку курутію (Cranioleuca erythrops), червоноволого красочуба (Cephalopterus glabricollis), руду арапонгу (Procnias tricarunculatus), рудобородого тиранчика (Phylloscartes superciliaris), вохристого волоочка (Troglodytes ochraceus), чорнощокого солітаріо (Myadestes melanops), рудоголову гутураму (Euphonia anneae), коста-риканську чіапу (Melozone cabanisi), біловусого рудоголова (Arremon crassirostris) та жовто-синю аркею (Bangsia arcaei).
Герпетофауна екорегіону також характеризується високим рівнем ендемізму. Серед ендемічних плазунів, поширених в горах регіону, слід відзначити крихітного аноліса (Anolis microtus), коста-риканську абронію (Abronia monticola) та таламанкійського полоза (Geophis talamancae), а серед амфібій — таламанкійську саламандру (Bolitoglossa sooyorum) та чирикійську вогняну саламандру (Bolitoglossa cathyledecae).

## Збереження
Екорегіон гірських лісів Таламанки є одним з найкраще збережених екорегіонів у Центральній Америці. Хоча частина гірських дубових лісів була знищена за останнє століття, переважно на низьких висотах, близько 75 % гірських лісів Коста-Рики та Західної Панами залишаються відносно незайманими. Основними загрозами для збереження природи регіону є вирубка лісів та розчистка територій під пасовища для худоби.
Оцінка 2017 року показала, що 9789 км², або 60 % екорегіону, є заповідними територіями. Природоохоронні території включають: Міжнародний парк Ла-Амістад, розташований на коста-рикансько-панамському кордоні, Національний парк Чірріпо, Національний парк Барбілья, Національний парк Брауліо-Каррільо, Національний парк вулкану Поас, Національний парк вулкану Теноріо, Національний парк вулкану Ірасу, Національний парк вулкану Ареналь, Національний парк Рінкон-де-ла-В'єха, Національний парк імені Брауліо-Каррільо, Національний парк Тапанті, Національний парк Лос-Кетцалес та Лісовий заповідник Монтеверде в Коста-Риці, а також Національний парк вулкана Бару, Національний парк Серро-Хоя в Панамі.